# Narcissus cantabricus
Narcissus cantabricus là một loài thực vật có hoa trong họ Amaryllidaceae. Loài này được DC. mô tả khoa học đầu tiên năm 1815.

## Hình ảnh

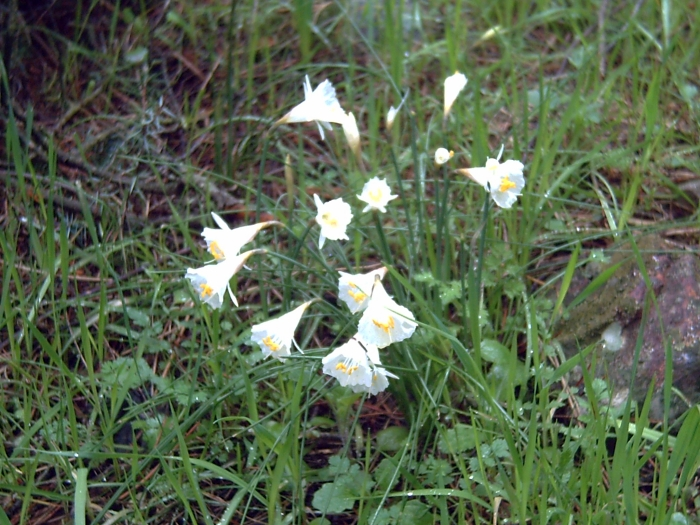
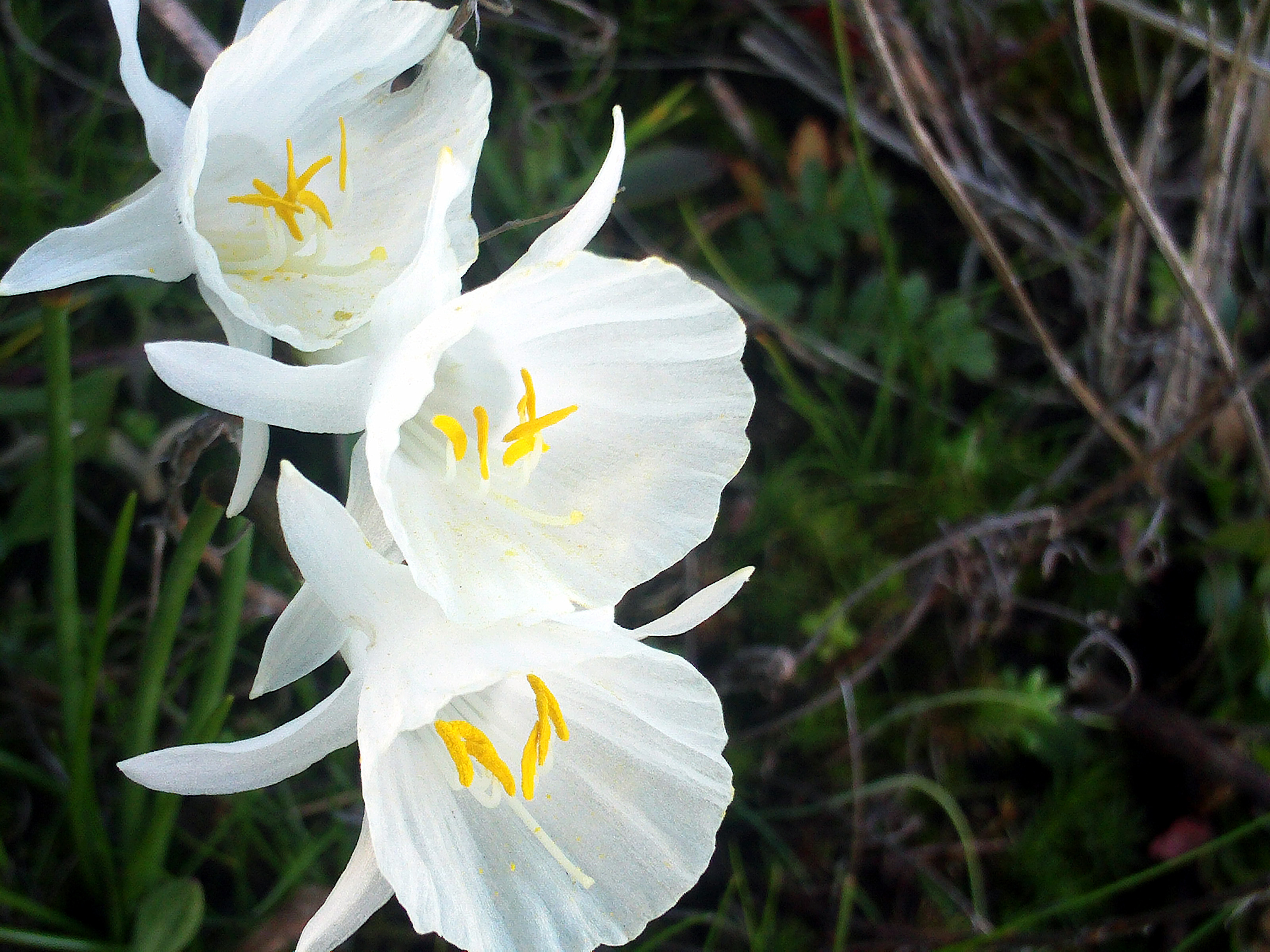
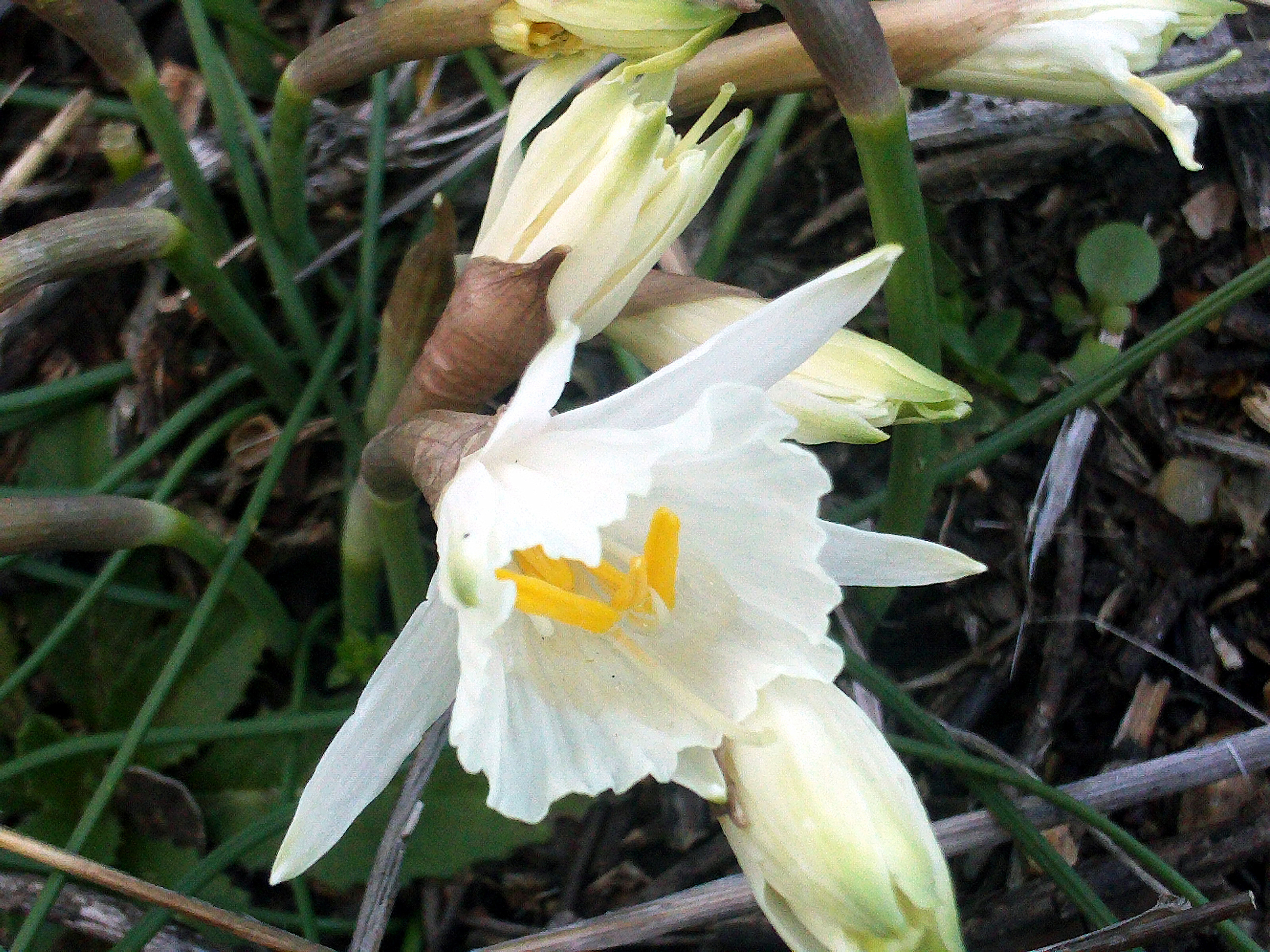
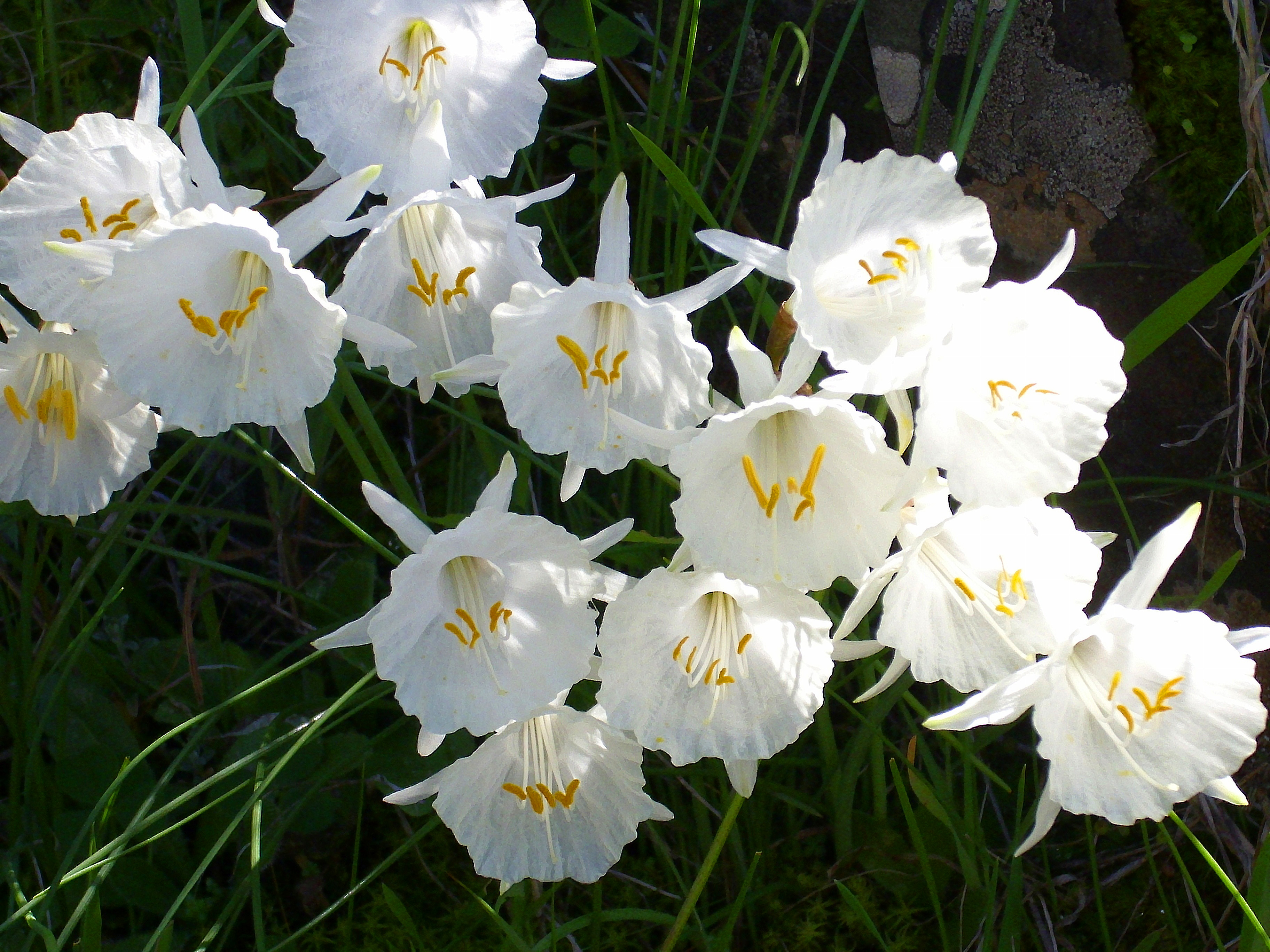